# Yanagawa Shunsan

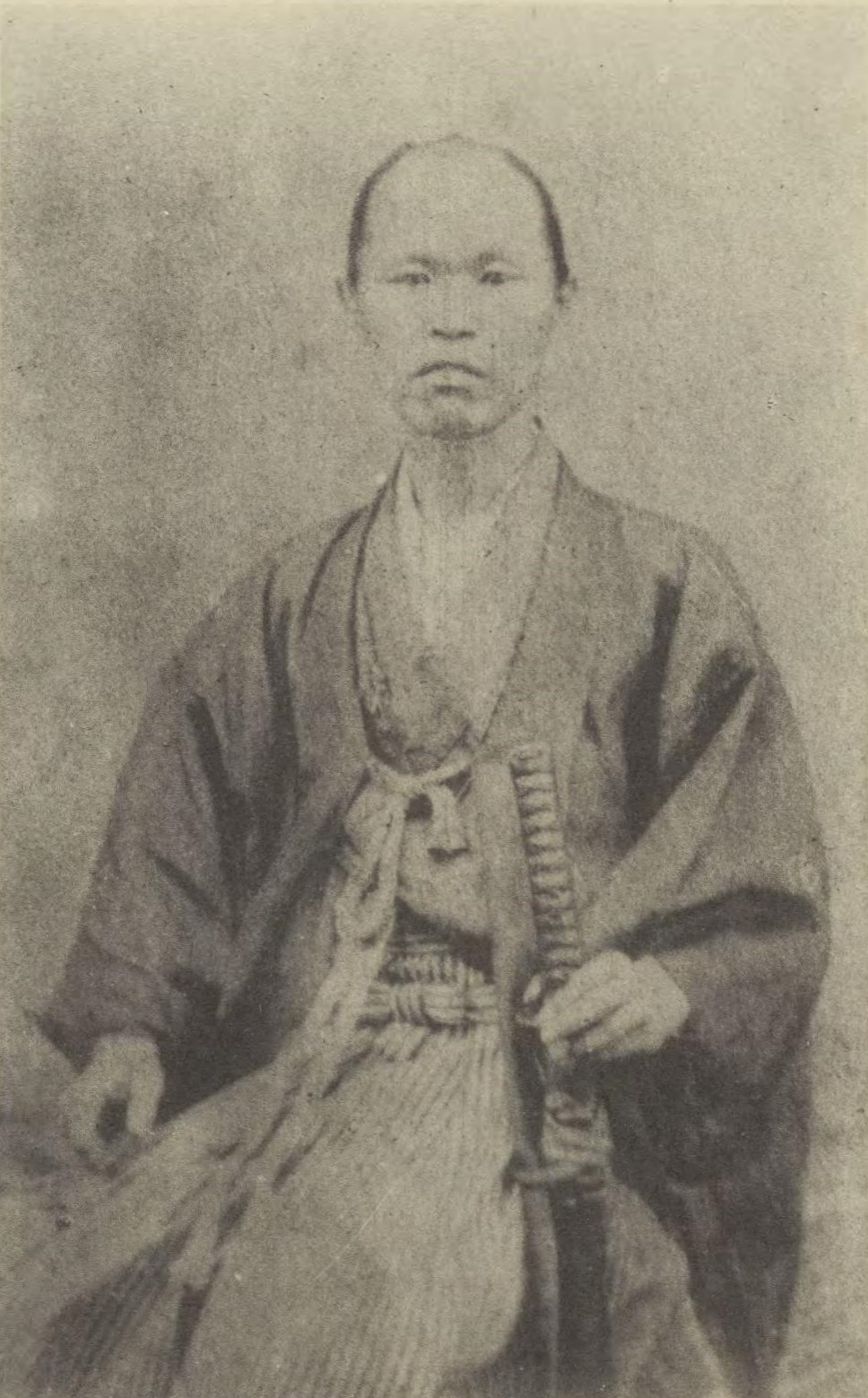
Yanagawa Shunsan

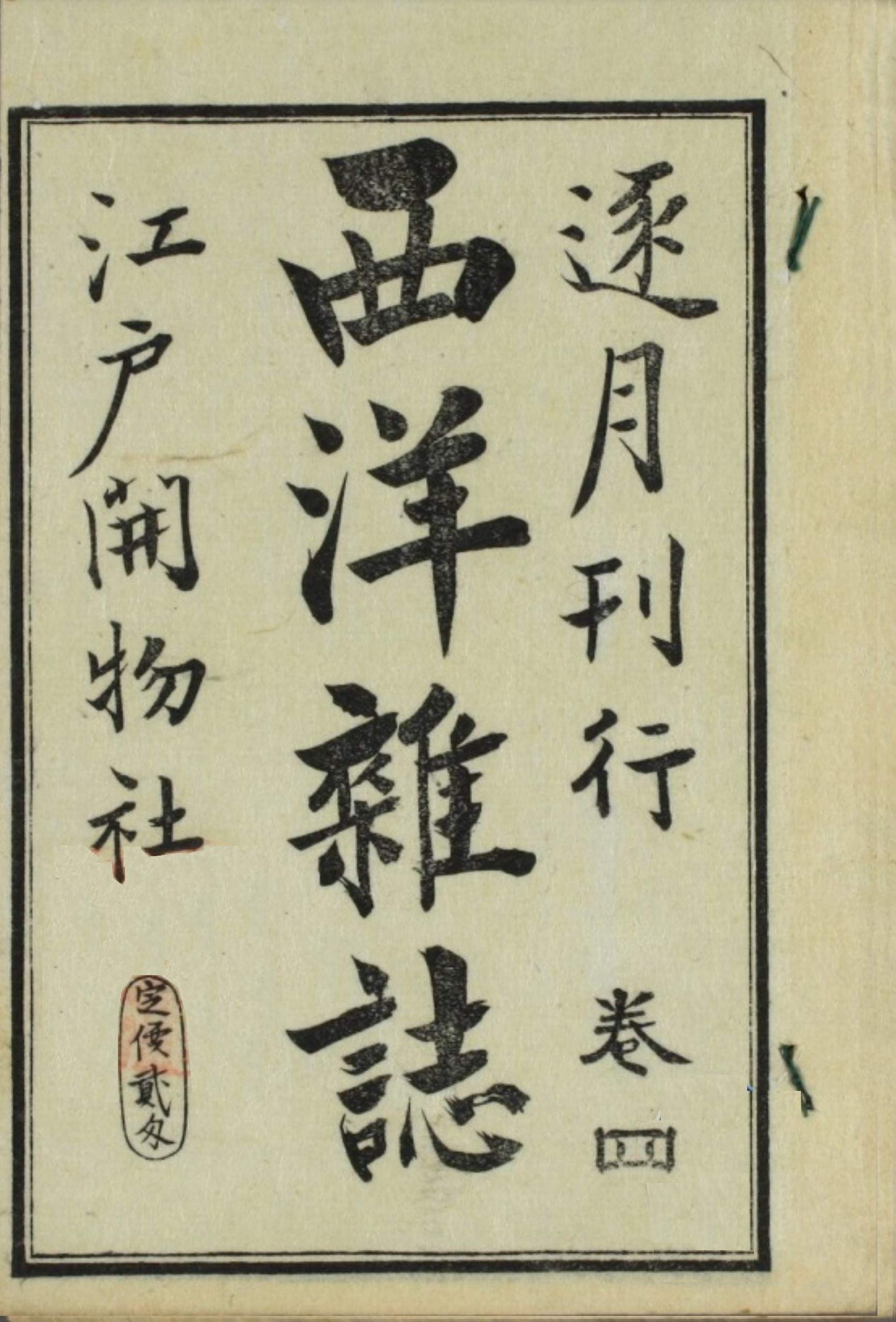
„Seiyō Zasshi“ Umschlag

Yanagawa Shunsan (japanisch 柳河 春三; geboren 27. März 1832 in Nagoya (Provinz Owari); gestorben 21. März 1870) war ein  Gelehrter der europäischen Wissenschaften in der späten Edo-Zeit und Begründer der Zeitungen und Zeitschriften in Japan. 

## Leben und Wirken
Yanagawa Shunsan  hieß zunächst Nishimura Shinsuke (西村 辰助), änderte aber später seinen Namen in Ryōzō (良三) und dann 1856 in Yanagawa Shunsan. Nach einem Studium der chinesischen Sprache erlernte er die niederländische Medizin bei Itō Keisuke (伊藤 圭介; 1803–1901), einem Arzt des Owari-Klans. Er sprach auch Englisch und Französisch. Er ging nach Edo und arbeitete dort für die Kishū-Tokugawa.
Als hoch angesehener westlicher Gelehrter wurde er 1864 als Lehrkraft und Übersetzer am „Kaiseijo“ (開成所) des Shogunats, einer der Vorgängereinrichtungen der Universität Tokio angestellt. Er begann sich für Zeitungen und Zeitschriften, organisierte mit seinen Kollegen die　Übersetzergesellschaft „Kaihansha“ (会訳社) und gab eine private Zeitschrift (回覧雑誌, Kairan zasshi) heraus. Außerdem sammelte er Nachrichten vom Hörensagen und gab die Zeitung „Waisō“ (新聞薈叢) heraus. Auf der Grundlage dieser Erfahrungen veröffentlichte er ab 1867 das monatlich erscheinende Magazin „Seiyō Zasshi“ (西洋雑誌) und ab 1868 die Zeitung „Chūgai Shimbun“ (中外新聞) – „Zeitung für Innen und Außen“. Er spielte so eine Vorreiterrolle im japanischen Journalismus.
Nach der Meiji-Restauration 1858 wurde die „Chūgai Shimbun“ verboten, weil sie gegen das Bakufu (佐幕派, Sabaku-ha) gerichtete Zeitung angesehen wurde. Sie konnte ab März 1869 wieder erscheinen, wurde aber 1870 eingestellt. Während dieser Zeit; im Juli 1869 wurde er zum Universitätsrat (大学少博士,　Daigaku shō hakase) ernannt, aber im Oktober 1869 entlassen. Er erkrankte an Tbc, ohne das andere merken zu lassen, starb, keine 40 Jahre alt.